# Шишков, Матвей Андреевич
Матвей Андреевич Шишков (1831/1832—1897) — русский сценограф

, академик и профессор декорационной живописи Императорской Академии художеств.

## Биография
Учился в Московском Строгановском училище и одновременно у декоратора московских императорских театров Фридриха Христиана Шеньяна; с 1849 года работал его помощником. В 1852 переехал в Петербург, где работал под руководством декоратора А. А. Роллера. С 1857 получил должность декоратора при Дирекции петербургских императорских театров. Академик декорационной живописи Императорской Академии художеств (1869). Выдающийся педагог, он руководил работой молодых декораторов в театре. В 1878 организовал в Академии художеств класс театрально-декорационной живописи, который был закрыт в связи с реформой Академии в 1892 году, в котором учились многие русские художники-декораторы. В 1884 году получил звание профессора Академии.

## Творчество
С творчеством Шишкова и его коллеги М. И. Бочарова связано развитие историко-бытового направления в декорационном искусстве, отказ от господствующей условно-романтической манеры. Художники нового поколения всерьёз изучали памятники архитектуры и труды историков. Шишков был мастером архитектурно-перспективной декорации. Он придавал декорациям к русским пьесам и операм историческую и бытовую достоверность, национальный колорит. Испытывая влияние живописи передвижников он стремился создавать декорации, правдиво изображающие крестьянский быт.
В Мариинском театре исполнял декорации по эскизам Роллера, Альберта Бредова, долгое время оставаясь в тени этих мастеров, принимал участие в поактном оформлении спектаклей (преимущественно М. И. Петипа). В словаре Брокгауза и Ефрона по этому поводу сказано: «Первые произведения Шишкова, обратившие на него общее внимание, были декорации к драме графа А. Толстого „Смерть Иоанна Грозного“ при постановке её на Александринской сцене в 1866 г. Они поразили публику своей живописностью и свидетельствовали о том, что художник превосходно знает законы перспективы, обладает силой красок, умеет извлекать из них ласкающие взор эффекты и — что всего важнее — основательно изучил древнюю русскую архитектуру и вообще отечественную старину, которой остается верен во всех подробностях своих композиций.»
Критика однако отмечает «суховатость исполнения и некоторую пестроту колорита». К наибольшим его удачам относится «Эспланада Версальского дворца» для 3-го действия и апофеоза первой постановки «Спящей красавицы» в Мариинском театре.
Работал в основном в театрах Петербурга, в первую очередь в Мариинском, а также в Александрийском. Несколько работ повторены в московском Большом театре. Ниже приведены сведения в основном о балетных и оперных спектаклях, но Шишков много работал и для драматической сцены, оформив, в частности, спектакли: «Борис Годунов» А. С. Пушкина, «Гроза» и «Василиса Мелентьева» А. Н. Островского, «Матери-соперницы» И. И. Лажечникова, «Посадник» А. К. Толстого, «Злоба дня» Н. А. Потехина, «Фрол Скобеев» Д. В. Аверкиева

## Декорации к спектаклям
- 1867 драма А. К. Толстого «Смерть Иоанна Грозного», Александринский театр, Декорации совместно с В. Г. Шварцем и Г. Г. Гагариным, Шишкову впервые удалось с исторической конкретностью и точностью показать на сцене быт допетровской Руси.
- 1870 — Трагедия А. С. Пушкина «Борис Годунов», Александринский театр на сцене Мариинского театра, Декорации совместно с М. И. Бочаровым
- 19 апреля 1871 — опера А. Н. Серова «Вражья сила» по пьесе А. Н. Островского «Не так живи, как хочется», либретто композитора, А. Островского, П. Калашникова и А. Жохова, Мариинский театр, дирижёр Э. Ф. Направник, декорации по рисункам Шишкова написаны И. П. Андреевым, Егоровым и М. И. Бочаровым.
- 1874 — балет Л. Ф. Минкуса «Бабочка» балетмейстер М. И. Петипа Декорации совместно с Г. Г. Вагнером
- 27 января 1874 — опера М. П. Мусоргского «Борис Годунов» по трагедии А. С. Пушкина, либретто композитора, дирижёр Э. Ф. Направник. Декорации совместно с М. И. Бочаровым.
- 13 января 1875 — опера А. Г. Рубинштейна «Демон», либретто П. Висковатова по поэме М. Ю. Лермонтова. Мариинский театр, дирижёр Э. Ф. Направник. Декорации совместно с М. И. Бочаровым и Лагорио.
- 1876 — балет Л. Ф. Минкуса, «Приключения Пелея», балетмейстер М. И. Петипа
- 23 января 1877 — балет Л. Ф. Минкуса «Баядерка» либретто С. H. Худекова, Мариинский театр, балетмейстер М. И. Петипа. Декорации совместно с М. И. Бочаровым, Г. Г. Вагнером,И. П. Андреев, А. А. Роллером, П. Б. Ламбиным.
- 1877 — опера П. И. Чайковского «Кузнец Вакула» Мариинский театр. Декорации совместно с М. И. Бочаровым
- 1878 — балет Л. Ф. Минкуса «Роксана, краса Черногории», Большой театр (Москва), балетмейстер М. И. Петипа Декорации совместно с Г. Г. Вагнером
- 1879 — балет Л. Ф. Минкуса «Дочь снегов», балетмейстер М. И. Петипа
- 2 декабря 1879 — балет Л. Ф. Минкуса «Млада» в 4 актах 9 картинах, сценарий С. А. Гедеонова, Мариинский театр, балетмейстер М. И. Петипа. Декорации совместно с М. И. Бочаровым, Г. Г. Вагнером, Е. Егоровым, А. Р. Лупановым. Костюмы — В. Прохоров, И. Панов.
- 1880-89 — опера А. Г. Рубинштейна «Купец Калашников», Мариинский театр.
- 30 ноября 1880 — балет А.Адана «Корсар», в 4 актах, 5 картинах сценарий Ж. А. Сен-Жорж, Ж. Мазилье по одноимённой поэме Дж. Байрона, Мариинский театр. Декорации совместно с Г.Г Вагнером, А. А. Роллером, М. И. Бочаровым.
- 1881 — балет Л. Ф. Минкуса «Зорайя, мавританка в Испании», Мариинский театр, балетмейстер М. И. Петипа. Декорации совместно с Г.Г Вагнером . 1883 — повторение в Большом театре
- 29 января 1882 — опера Н. А. Римского-Корсакова «Снегурочка», либретто композитора по одноимённой пьесе А. Н. Островского. Мариинский театр, дирижёр Э. Ф. Направник, режиссёр Г. П. Кондратьев. Декорации совместно с М. И. Бочаровым
- 11 декабря 1883 — балет Ю. И. Трубецкого «Кипрская статуя, или Пигмалион», балет в 4 актах, 6 картинах, сценарий композитора, Мариинский театр, балетмейстер М. И. Петипа, Декорации совместно с М. И. Бочаровым, Г. Г. Вагнером Костюмы П. И. Григорьева. Повторение в Большом театре 1888.
- 3 февраля 1884 — опера П. И. Чайковского «Мазепа», либретто В. П. Буренина по поэме А. С. Пушкина «Полтава», Большой театр, дирижёр И. К. Альтани, режиссёр А. И. Барцал. Декорации совместно с М. И. Бочаровым
- 1886 — балет Л. Ф. Минкуса «Волшебные пилюли», Мариинский театр, балетмейстер М. И. Петипа. Декорации совместно с Г. Г. Вагнером
- 15 декабря 1886 — опера А. Бойто (Boito) «Мефистофель», либретто композитора по трагедии Гёте «Фауст». дирижёр Э. Ф. Направник. Декорации совместно с М. И. Бочаровым, И. П. Андреевым, Г. Левотом
- 1888 — балет А. Адана «Сварливая жена, или Со всем прибором сатана» в 3 актах, сценарий А. де Лёвен, балетмейстер А. Н. Богданов. Декорации совместно с М. И. Бочаровым
- 25 января 1889 — фантастический балет Р. Е. Дриго «Талисман» в 4 актах 7 картинах с прологом и эпилогом по сценарию К. А. Тарновского и балетмейстера М. И. Петипа. Декорации совместно с — Г. Левотом, И. П. Андреевым, М. И. Бочаровым. Костюмы -Е. П. Пономарёв
- 3 января 1890 — балет П. И. Чайковского «Спящая красавица», в 3 актах 5 картинах с прологом и апофеозом либретто И. А. Всеволожского по сказкам Ш. Перро; балетмейстер М. И. Петипа. Декорации совместно с Г. Левотом, И. П. Андреевым, К. M. Ивановым, M. И. Бочаровым, костюмы — Всеволожский.
- 23 января 1891 — опера Ш. Гуно «Ромео и Джульетта», либретто П. Ж. Барбье и М. Карре. Декорации совместно с Яновым, Г. Левотом, М. И. Бочаровым, И. П. Андреевым, и К. М. Ивановым.
- 27 ноября 1892 опера М. И. Глинки «Руслан и Людмила» -, либретто В. Ф. Ширкова при участии Н. А. Маркевича, Н. В. Кукольника и М. А. Гедеонова по одноим. поэме А. С. Пушкина, с сохранением стихов подлинника. поставленные в Мариинском театре в 50-летнюю годовщину первой поставленные с восстановлением некоторых купюр (дирижёр Направник, художники Андреев, Шишков и Каменский, балетмейстер Петипа).
- 5 декабря 1893 — фантастический балет в 3 актах. Б. А. Фитингоф-Шель «Золушка», сценарий Л. А. Пашкова на сюжет сказки Ш. Перро, балетмейстеры М. И. Петипа, Л. И. Иванов, Э. Чеккетти, Декорации совместно с М. И. Бочаровым, Г. Левотом. Повторение- 1898 для Большого театра.
- 17 октября 1895 — оперная трилогия С. И. Танеева «Орестея» («Агамемнон», «Хоэфоры», «Эвмениды»), либретто А. А. Венкстерна по одноимённой трилогии Эсхила, Мариинский театр, режиссёр И. И. Палечек. Декорации совместно с И. П. Андреевым, К. М. Ивановым, М. И. Бочаровым
- 18 октября 1895 — драма в 5 действиях Л. Н. Толстого «Власть тьмы» — в Александрийском театре, декорации по эскизам Шишкова
- 19 ноября 1896 — опера К. Сен-Санса «Самсон и Далила», либретто Ф. Лемера по библейской легенде, дирижёр Э. Ф. Направник. Декорации совместно с Перминовым, Г. Левотом.
- 1897 — опера П. И. Чайковского «Опричник» либретто композитора по одноименной пьесе И. И. Лажечникова. дирижёр Направник, режиссёр Кондратьев, Декорации совместно с Яковлевым

- Примеры эскизов декораций
- Опера М. И. Глинки «Руслан и Людмила»
- Драма А. К. Толстого «Смерть Иоанна Грозного»
- Балет Р. Дриго «Талисман»
- Опера Д. Верди «Отелло»

## Посмертное использование декораций
- 1904 — опера А. С. Даргомыжского «Русалка», либретто композитора по одноимённой поэме А. С. Пушкина, Мариинский театр, постановка Палечека. Декорации Бочарова и Шишкова
- 27 января 1923 — опера Р. Вагнера «Лоэнгрин», дирижёр Похитонов, режиссёр Тартаков. Декорации Шишкова и Брюкнера
- 1 марта 1925 — балет Ц.Пуни «Кандавл», балетмейстер Л. С. Леонтьев. Художники Иванов, Левот и Шишков.
- 23 апреля 1929 опера А. С. Даргомыжского «Русалка», режиссёр Дворищин, декорации Бочарова и Шишкова

## Ученики
- Аллегри, Орест Карлович
- Андреев, Иван Петрович.
- Иванов, Константин Матвеевич
- Ламбин, Пётр Борисович